# Inigo Jones
Inigo Jones (15. kolovoza 1573., London – 21. lipnja 1652., London) je najvažniji engleski arhitekt koji donosi elemente antičke, renesansne arhitekture i klasicističkog baroka u Englesku; glavni kraljevski arhitekt, dekorater dvorskih svečanosti i scenograf.
Bio je veliki pobornik Paladijeva stila (Paladijanizam) i on uvodi njegov kasnorenesansni klasi;ni duh u englesku arhitekturu. Isto tako, u englesko kazalište uvodi iluzionističku pozornicu.
Često je boravio u Italiji, slikao krajolike i proučavao talijanske antičke i renesansne građevine, te traktate onovremenih talijanskih arhitekata. 
U Londonu je izgradio Kraljičinu kuću u Greenwichu, te dijelove kraljevskog dvorca Witehall za kralja Jakova I., proširio je katedralu sv. Pavla, a pregradio je i planirao mnoge dvorce kao što su Wilton House, Somerset House, Hilton House i dr. Sačuvana je zanimljiva zbirka njegovih crteža, među kojima su i nacrti za palaču Witehall.
Njegovo djelo je ostavilo neizbrisiv trag, a isto tako je utjecalo na arhitekturu 18. stoljeća u Sjedinjenim Američkim Državama.